# Record de Tunisie de l'heptathlon
Le record de Tunisie de l'heptathlon est actuellement détenu par Nada Chroudi avec 5 586 points.

## Femmes
| Athlète      | Performance                                                                            | Club                 | Lieu     | Date             |
| Hanen Dhoubi | 5 055 points (14 s 58 ; 1,66 m ; 13,96 m ; 25 s 91 ; 5,84 m ; 45,04 m ; 2 min 20 s 18) | Club sportif sfaxien | Florence | 27-28 avril 2018 |